# مقاطعة كروفورد (بنسلفانيا)
مقاطعة كروفورد (بالإنجليزية: Crawford County, Pennsylvania)‏ هي إحدى مقاطعات ولاية بنسيلفانيا في الولايات المتحدة. بلغ عدد سكانها 88765 نسمة في عام 2010 حسب إحصاء مكتب تعداد الولايات المتحدة.

## أعلام
- إدوارد إتش ديوي
- توماس اندرو أوزبورن

## وصلات خارجية
- www.crawfordcountypa.net